# Vesime
Vesime é uma comuna italiana da região do Piemonte, província de Asti, com cerca de 677 habitantes. Estende-se por uma área de 13 km², tendo uma densidade populacional de 52 hab/km². Faz fronteira com Castino (CN), Cessole, Cossano Belbo (CN), Perletto (CN), Roccaverano, Rocchetta Belbo (CN), San Giorgio Scarampi.

## Demografia
| Variação demográfica do município entre 1861 e 2011                               |
|                                                                                   |
| Fonte: Istituto Nazionale di Statistica (ISTAT) - Elaboração gráfica da Wikipedia |